# Public Carriage Office
Public Carriage Office (PCO) és l'organisme responsable d'administrar les llicències necessàries als taxis al Gran Londres. PCO forma part de Transport for London (TfL) i dona llicències als coneguts Taxis de Londres o «taxis negres» i també de serveis de lloguer o minicabs. Des del 30 de març del 2007, la transformació real de les llicències ha estat subcontractada a una empresa privada anomenada SGS.